# Träger eines Moduls
Der Träger eines Moduls ist in der kommutativen Algebra die Menge aller Primideale, sodass der Modul nach Lokalisierung nach einem solchen Primideal nicht zum Nullmodul wird.
Dieser Artikel beschäftigt sich mit kommutativer Algebra. Insbesondere sind alle betrachteten Ringe kommutativ und haben ein Einselement. Für weitere Details siehe Kommutative Algebra.

## Definition
Ist {\displaystyle M} ein unitärer Modul über einem kommutativen Ring mit Eins {\displaystyle R} und {\displaystyle p} ein Primideal, so bezeichnet {\displaystyle M_{p}} die Lokalisierung des Moduls {\displaystyle M} nach dem Primideal {\displaystyle p}. Mit {\displaystyle \operatorname {Spec} (R)} wird die Menge aller Primideale von {\displaystyle R} bezeichnet (siehe Spektrum eines Ringes).
Der Träger von {\displaystyle M} wird definiert als:
{\displaystyle \operatorname {Supp} (M):=\{p\in \operatorname {Spec} (R)\mid M_{p}\neq \langle 0\rangle \}}
(nach engl. support für „Träger“)

## Sätze

### Abgeschlossenheit des Trägers
Der Annihilator von {\displaystyle M} ist:
{\displaystyle \operatorname {Ann} M=\{a\in A\mid am=0\ \mathrm {f{\ddot {u}}r\ alle} \ m\in M\}}
Es gilt folgender Satz:
- Ist {\displaystyle M} endlich erzeugt, so ist:

{\displaystyle \operatorname {Supp} (M)=\{p\in \operatorname {Spec} (R)\mid p\supset \operatorname {Ann} (M)\}}
Insbesondere ist der Träger von {\displaystyle M} in diesem Fall eine abgeschlossene Menge von {\displaystyle \operatorname {Spec} (R)}.

### Lokal-Global-Prinzip
Der Träger eines Moduls, der nicht der Nullmodul ist, ist nicht leer. Es gilt die Lokal-Global-Aussage, dass folgende drei Aussagen äquivalent sind:
- Für alle maximalen Ideale {\displaystyle m} gilt:

{\displaystyle M_{m}=0}
- Für alle Primideale {\displaystyle p} gilt:

{\displaystyle M_{p}=0}
- Es ist

{\displaystyle M=0}
Ein Modul ist also genau dann der Nullmodul, wenn er lokal der Nullmodul ist.